# Antonín Gavlas
Antonín Gavlas (* 4. Juni 1985 in Cheb) ist ein tschechischer Tischtennisspieler. Er wurde 2013 Europameister im Mixed.

## Werdegang
Zum Tischtennissport kam Antonín Gavlas in Franzensbad durch seinen gleichnamigen Vater und galt bald als eines der größten Talente in Tschechien. Bei Casino Estor Cheb begann er in der Saison 2000/01 in der tschechischen Extraliga. Ab 2002 spielte Gavlas bei mehreren deutschen Vereinen, u. a. von 2006 bis 2009 mit TTV Gönnern in der Bundesliga, danach wechselte er nach Italien zum CUS Torino A.S.D.
Erste internationale Erfolge erzielte Antonín Gavlas bei Jugendturnieren. 1997 siegte er bei der Jugend-Europameisterschaft im Doppel mit Jiří Vráblík, 1999 ebenfalls im Doppel mit Dániel Zwickl und 2000 im Mixed mit Iveta Vacenovská. 2000 erreichte er zudem im Einzel das Halbfinale und mit der Mannschaft das Endspiel.
Im Jahre 2006 berief ihn Trainer Pavel Špaček erstmals in die Auswahl für die Weltmeisterschaft. Von 2006 bis 2013 nahm er an vier Weltmeisterschaften und fünf Europameisterschaften teil. Dabei wurde er bei der Mixed-EM 2013 in Buzău zusammen mit Renáta Štrbíková Europameister.
Nationale Titel gewann er 2013 mit der tschechischen Meisterschaft im Mannschaftswettbewerb und 2017 als tschechischer Meister im Einzel. Im Jahre 2010 belegte Gavlas bei der tschechischen Meisterschaft im Einzel den 3. Platz. Zudem wurde er 2011 mit CUS Torino italienischer Ligameister.